# Joda (Odisha)
Joda ist eine Kleinstadt im indischen Bundesstaat Odisha.
Die Stadt ist Teil des Distrikts Kendujhar. Joda hat den Status einer Municipality. Die Stadt ist in 14 Wards gegliedert. Sie hatte am Stichtag der Volkszählung 2011 insgesamt 46.631 Einwohner, von denen 23.951 Männer und 22.680 Frauen waren. Hindus bilden mit einem Anteil von ca. 91 % die größte Gruppe der Bevölkerung in der Stadt gefolgt von Muslimen mit ca. 7 % und Christen mit ca. 1 %. Die Alphabetisierungsrate lag 2011 bei 72,16 %.
Das Gebiet hat reiche Eisen- und Manganerzvorkommen und die Wirtschaft konzentriert sich auf die großtechnische Produktion von Eisenerz und Manganerz. In der Stadt wird auch Stahl produziert, unter anderem von Tata Steel und Jindal Steel and Power.
Die Stadt ist durch einen Bahnhof mit dem nationalen Schienennetz verbunden.